# نازل

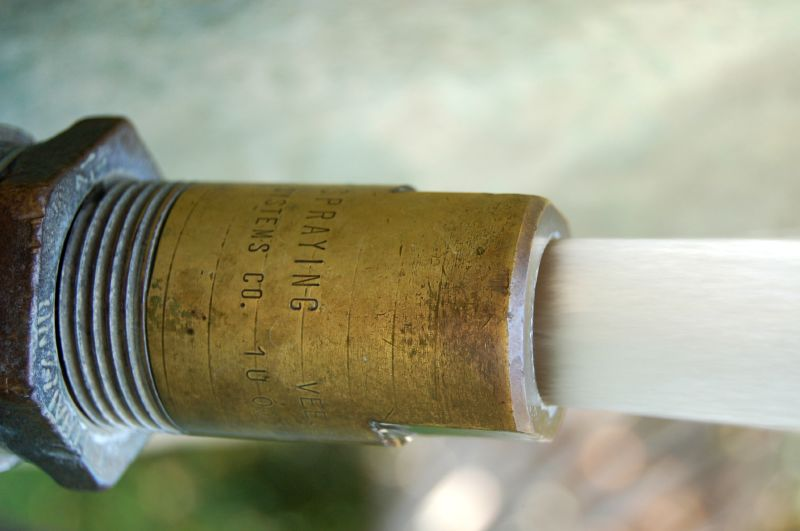
یک نازل شلنگ آب

نازل (به انگلیسی: Nozzle) یا سرشلنگ یا افشانک وسیله‌ای است که برای کنترل جهت یا مشخصات (به‌ویژه برای افزایش سرعت) جریان یک سیال در ورود (یا خروج) از یک حفره یا لوله طراحی شده‌است.
نازل ها معمولا یک لوله با مقطع متغیر هستند که می توان با آن جهت جریان سیال یا ویژگی های آن را تغییر داد. از نازل ها غالباً برای کنترل نرخ دبی، سرعت، جهت، جرم، شکل و یا فشار جریان استفاده می شود. در نازل ها معمولا با افزایش سرعت، فشار کاهش می یابد.

## انواع نازل
- نازل جت: جت گاز، جت سیال یا جت آب نوعی نازل است که هدف آن تزریق یک گاز یا سیال دیگر به داخل یک محیط دیگر می باشد. جت های گاز معمولا در اجاق گازها استفاده می شود.[۱]
- نازل سرعت بالا : نازل ها می توانند همگرا (یعنی در راستای جریان مسیر تنگ تر می شود) یا واگرا (یعنی در راستای جریان مسیر گشادتر می شود) باشند. در نازل های همگرا-واگرا یک نازل همگرا به یک نازل واگرا متصل شده است و از آن برای افزایش سرعت جریان سیال به سرعت مافوق صوت استفاده می شود.
- نازل پیشران:
- نازل مغناطیسی:
- نازل اسپری:
- نازل خلاء:
- نازل شکل دهی: